# Gerard Piqué
Gerard Piqué i Bernabeu, španski nogometaš, * 2. februar 1987, Barcelona, Španija.
Pique je v letih 2000-2004 igral za Barcelono v mladinski akademiji, tega leta pa so ga odkrili skavti Manchester Uniteda in ga pripeljali v Manchester. V sezoni 2006-2007 ga je United posodil Real Zaragozi, od tam pa je leta 2008 odšel nazaj k Barceloni in zanjo igral do upokojitve leta 2022.